# Camilla Martin
Camilla Martin (född 23 mars 1974  i Århus) är en dansk idrottare som tog silver i badminton vid olympiska sommarspelen 2000 i Sydney.

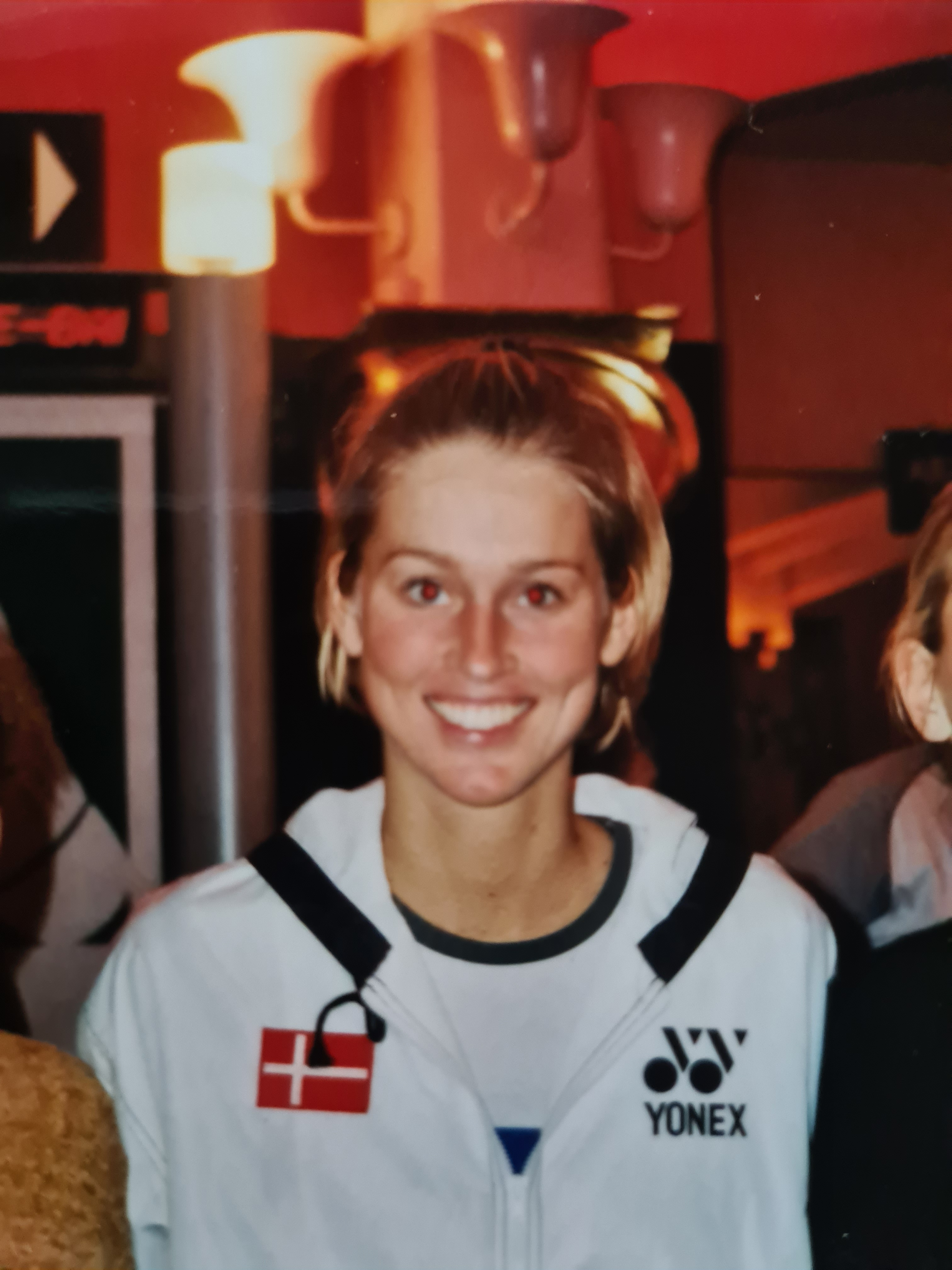
Camilla Martin 1998